# 唢呐
唢呐是一種双簧木管樂器，也叫唢奈、苏尔奈、金口角、号笛，由西亚一带传入中国，其传入时间早因此本土化程度较高，与中国多地民俗文化紧密结合，已成为中国具有代表性的民族管乐器。唢呐被认为起源于伊朗，称为「sornā 或 sornāy (波斯語: سُرنای، سُرنا, 或 سورنای، سورنا surnā, surnāy 以及Zurna)」，意爲「盛筵上的漏斗」。除中国外，嗩吶也传入了印度、小亚细亚、东欧、土耳其、巴尔干半岛等地，原本质地为通体木质，在中国演变为金属与木质结合。
在閩語與粵語中，多被稱爲「𫪦咑（啲噠）、啲咑（或其他dida同音字）」、泉漳話中也稱「的禾」、「吹」、「鼓吹」（白話字：kó͘-chhoe/kó͘-chhe）。
傳統嗩吶音色明亮、音量大，管身木制，成圆椎环节状形，上端装有带蘆葦材质的「哨子」（簧片、哨片）的木管，下端套着一个铜制喇叭口稱為「碗」。現代加鍵嗩吶的外型則更像交響樂團中的雙簧管。

## 歷史
唢呐诞生于阿契美尼德时期的伊朗。波斯文寫作：sūrnāy，sūr意為強或宴（strong or feast），nāy意為蘆葦（reed）即「蘆笛」。《列王纪》在描写伊朗与图兰两军交战、鼓角齐鸣时，sūrnāy（嗩吶）也频繁出现。
一說嗩吶於魏晉南北朝時在西域出現，並舉克孜尔石窟壁畫為證。唯此說與唐代文獻對龜茲樂的記述不相符。後已被證實為當代對文物的偽造而被推翻。
最晚於元朝時，有文獻紀錄嗩吶開始在漢地流傳開來。並在明朝時被視為外來的“胡曲”樂器。同時在戚家軍中也被作為軍樂器使用。

### 現代改革
現代民樂團（或稱華樂、國樂）流行使用經過改良的嗩吶，按孔改為圓形，採用平均律。
近代中國模仿西方的交響樂團而成立了民族樂團，但在中國傳統樂器中幾乎沒有銅管樂器。於是，作曲家在作曲時，以木管樂的嗩吶扮演銅管樂的角色。因此嗩吶多用於吵鬧惱人的樂段。由於傳統嗩吶音域較小、缺乏中低音域、半音等音準難以控制，因此模仿了雙簧管等樂器的按鍵，發展出加鍵中音嗩吶、加鍵次中音嗩吶、加鍵低音嗩吶等樂器，以彌補民族樂團管樂中、低音聲部的不足。

### 地方唢呐
潮州嗩吶，又称“的禾”，用於潮劇伴奏、潮州音樂，音色柔靜，分「大吹」、「小吹」兩種，構造相同而用法不同。“的禾”在潮汕方言之中还有另外一个意思，指人去世。因为老一辈的人，悼别的时候会请演奏班演奏哀乐，其中潮州唢呐最为抢耳。

## 構造、發聲原理
傳統嗩吶的管身有8個音孔，由右手的食指、中指、無名指、小指，以及左手的大拇指、食指、中指、無名指來按音。發音的方式，是由嘴巴含住蘆葦製的哨子吹氣使之振動發聲，經過管身及碗的振動及擴音而發出聲音。
嗩吶能以嘴巴控制哨子以控制音量、音高、音色，以及各種技巧的運用，其音色音量的變化大，且能作出很圓滿的滑音。嗩吶演奏者必須具備視不同樂曲所需求的音色需求而調整哨子的技術。

## 音色
傳統嗩吶按音域及樂器大小可分為小嗩吶（又稱海笛）、高音嗩吶、大嗩吶，其中可再分為各種調性的嗩吶，如G調小嗩吶、F調小嗩吶、D調高音嗩吶、C調中音嗩吶、G調大嗩吶等等﹝調性是指放開最下面3孔時所吹出的音﹞。傳統嗩吶的常用音域為17度音，最常用的D調高音嗩吶，音域由低音A至高音a，最高音b，則較不常用。
現代改良的加鍵嗩吶，增加了按鍵及半音孔，以擴濶音域和穩定音準，一般可分為加鍵高音嗩吶、加鍵中音嗩吶、加鍵次中音嗩吶、加鍵低音嗩吶等。因各地區、各製造者的不同，形制以及按孔方式也有所不同，以最常見的加鍵中音嗩吶而音，常用音域一般為18度音。

## 傳統嗩吶及其應用

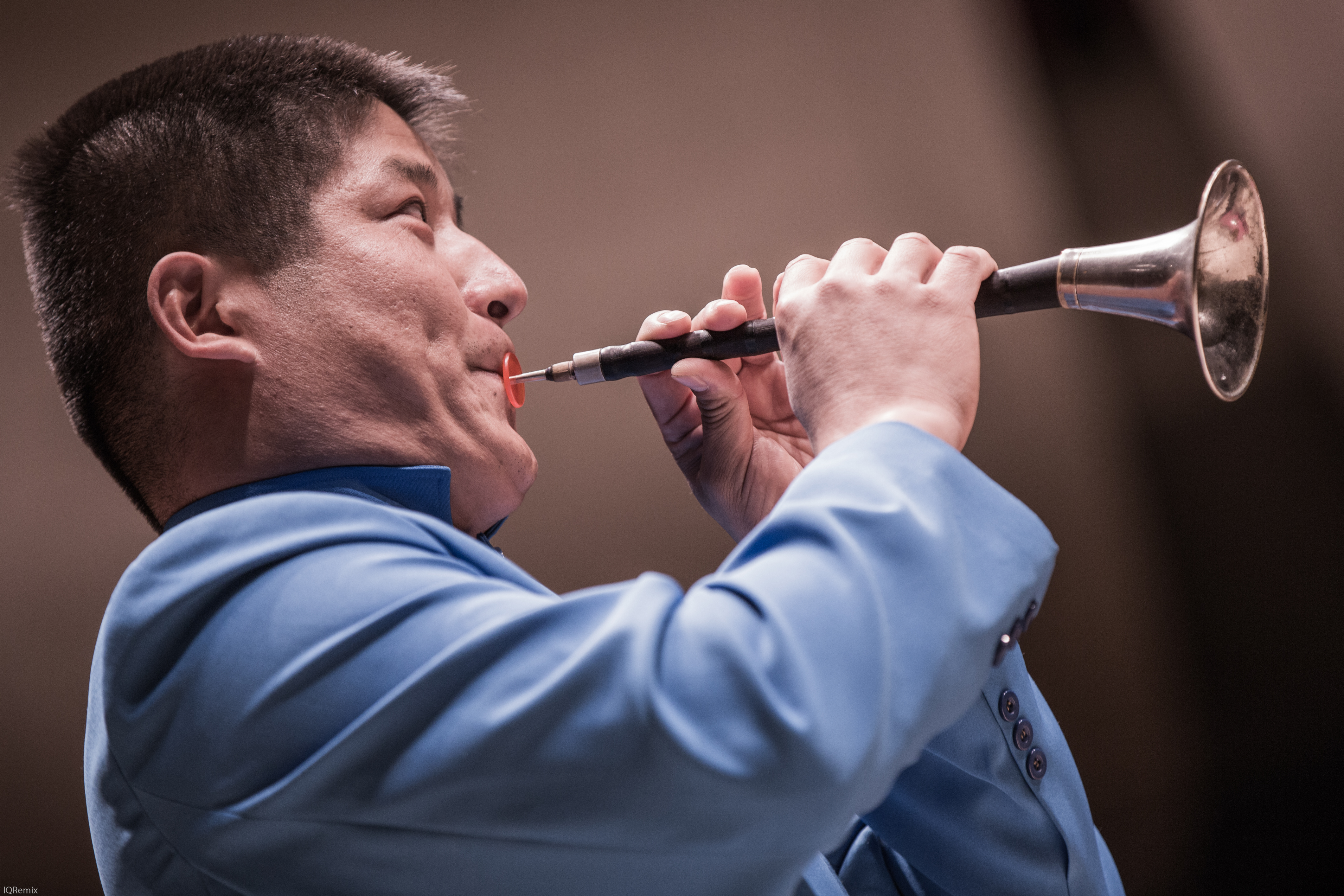
嗩吶吹奏

傳統的嗩吶的按孔則是橢圓形的樣子，採用七孔律。
1. 宮廷樂：包括以儀式為主的雅樂以及用於軍隊或表達皇帝氣勢用的鼓吹樂之中。
2. 戲曲伴奏：中國北方、西南方的劇種為然伴奏中都會用到嗩吶，京劇中也有少數的戲會用到嗩吶。
3. 鼓吹樂、吹打樂等器樂演出：鼓吹樂多指以嗩吶等管樂為主奏，打擊樂伴奏的演出方式，最有名的樂種是山東鼓吹；吹打樂為吹管樂器與打擊樂器一同的演出，比較有名的樂種如像是十番鑼鼓、浙東鑼鼓等。這類器樂的演出多在各種節慶或地方集市時出現。
4. 歌舞樂：用於民間歌舞的伴奏，例如南方的採茶歌舞、北方的秧歌。常用在節慶及豐收等場合。
5. 其他類型器樂曲：如潮州音樂、北管音樂，客家漢樂、 廣東音樂等。
6. 婚喪喜慶：婚嫁迎娶、超渡法事時伴奏之用。

## 嗩吶曲選錄
嗩吶擁有特殊的音色及豐富的表現力，相較於在樂團中合奏，更適合於獨奏。任同祥在1950年代發表百鳥朝鳳後，許多民間嗩吶演奏者也開始從事獨奏曲的改編創作。1990年代以後並出現協奏曲，如關迺忠的花木蘭嗩吶協奏曲。

### 20世紀
- 《一枝花》 1959年，任同祥改編
- 《百鳥朝鳳》 任同祥改編
- 《社慶》 1965年, 葛禮道
- 《懷鄉曲》 吉喆
- 《天樂嗩吶協奏曲》 1988年，朱踐耳
- 《豫西二八板》 劉文金改編；郝玉岐加工
- 《黃土情》 1992年, 周東朝

### 21世紀初
- 《大漠長河嗩吶協奏曲》 2009年，張豪夫
- 《敦煌魂唢呐协奏曲》 朱曉谷

## 重要嗩吶演奏家
- 高潤鴻（廣東大笛）
- 任同祥
- 劉炳臣
- 王高林
- 周東朝
- 郭雅志
- 郭進財
- 馬瑋謙
- 劉英
- 郝玉歧
- 周家班嗩吶：即周家吹打班，又称周家唢呐班、周家鼓乐班、菠林喇叭，是以落户在安徽省灵璧尹集菠林村的周正玉與其族人为乐手成员的民间乐班。周家班自清末创始以来历100多年，传承家族6代，乐手共100余人。
- 李昆庭

## 延伸阅读
[在维基数据编辑]
 《欽定古今圖書集成·經濟彙編·樂律典·鼓吹部》，出自陈梦雷《古今圖書集成》